# 那覇毒入りウイスキー殺人事件
那覇毒入りウイスキー殺人事件（なはどくいりウイスキーさつじんじけん）は、1963年1月15日にアメリカ占領下の沖縄の那覇市で発生した殺人事件。

## 事件の概要
1963年1月15日、那覇市の販売店店主が旧正月（1963年の旧正月は1月25日）の歳暮であるウイスキーを一杯飲んだところ、悶え苦しんだ後に死亡した。ウイスキーから、青酸ソーダが検出された。
捜査の結果、3日後に被害者の妻の愛人が殺人容疑で逮捕された。

## 事件の動機
被害者の妻と犯人は愛人関係にあり、犯人は常日頃から被害者の悪口を聞かされていた。そこで、犯人は被害者を殺して被害者の妻と一緒になろうと思い立ち犯行に及ぶ。

## 裁判
同年6月11日、中央巡回裁判所は、犯人に懲役15年の判決を言い渡した。